# Parantheopsis ocellata
Parantheopsis ocellata is een zeeanemonensoort uit de familie Actiniidae.
Parantheopsis ocellata is voor het eerst wetenschappelijk beschreven door Lesson in 1830.